# Koen Schoors
Koen Schoors (Deinze, 8 december 1968) is een Belgisch econoom en hoogleraar aan de Universiteit Gent. In het verleden doceerde hij ook al aan de Katholieke Universiteit Leuven, aan de Vlerick Business School en aan de Higher School of Economics in Moskou.
Schoors studeerde economie aan de Universiteit Gent en aan de Katholieke Universiteit Leuven. Hij behaalde in 1998 zijn doctoraat, handelend over de opkomst van het commerciële bankensysteem in Rusland aan het begin van de jaren '90 van de 20e eeuw, aan de Universiteit Gent en vervolgde met een postdoctorale studie in Oxford. Hij is gerankt in de top 10% in de IDEAS top van economen wereldwijd. Zijn voornaamste onderzoeksdomeinen omvatten het bank- en financiewezen, bedrijfsfinanciering en buitenlandse directe investeringen. Hij is directeur van CERISE (Centrum voor Russische Internationale Socio-politieke en Economische studies) en houdt zich bezig met bedrijfsherstructurering, zowel op academisch als op praktisch vlak. Verder is hij een expert op het vlak van economische crisissen, een onderwerp waarover hij regelmatig lezingen geeft. Hij trad op als expert voor de Fortis onderzoekscommissie in het Federaal Parlement van België en voor de Dexia-commissie van het Vlaams Parlement.
Daarnaast is Schoors bestuursvoorzitter van de overheidsinstellingen Gigarant, behorend tot de Participatiemaatschappij Vlaanderen, en Trividend, het Vlaamse Investeringsfonds in de sociale economie, lid van de Raad van Bestuur van de Gentse coöperatie Energent en van het collectief Bij de Vieze Gasten. Hij is sinds 2017 lid van de Raad van Bestuur van de Stichting Administratiekantoor Aandelen Triodos Bank (SAAT), waar de aandelen van de Triodos Bank zijn ondergebracht.
Koen Schoors verschijnt op regelmatige basis in de media als commentator op actuele socio-economische gebeurtenissen. In oktober 2012 verscheen het boek De Perfecte Storm, waarin hij samen met collega-econoom Gert Peersman de kredietcrisis, de Europese staatsschuldencrisis en de problematiek van de vergrijzing onder de loep neemt.

## Publicaties
- K. Schoors, J. Albrecht, B. Defloor, S. Goeminne & B. Merlevede (2019) – Wegwijs in Economie, Borgerhoff & Lamberigts, Gent – ISBN 9789463930086
- G. Peersman & K. Schoors (2012) – De Perfecte Storm, Borgerhoff & Lamberigts, Gent – ISBN 9789089313195
- K. Schoors (2024) – Alles wordt anders...en beter, Borgerhoff & Lamberigts, Gent – ISBN 9789464788044